# هواره برزه (کوه)
هَواره بَرزه (به کوردی هه‌واره به‌رزه)، نام یک کوه در محدوده‌ی شهرستان سنندج در استان کردستان است. این کوه ۲۹۵۰ متر ارتفاع دارد و در ۳۷ کیلومتری جنوب غربی شهر سنندج قرار دارد.